# Portonovo
Portonovo ist ein italienisches Küstendorf, an der Adria und am Monte Conero gelegen. Verwaltungstechnisch gehört Portonovo als Contrada der Fraktion Pioggio zu Ancona.
In der amtlichen Statistik hat Portonovo nur einen Einwohner; tatsächlich ist die Bevölkerung viel größer durch Urlauber in Ferienwohnungen, Hotels und Campingplätzen.
Dem Ausbau der touristischen Infrastruktur fielen Teile der Feuchtgebiete zum Opfer; die beiden Brackwasser-Seen Lago Profondo und Lago del Calcagno/Lago Grande bieten noch immer wichtigen Lebensraum.
Eugen Herzog von Leuchtenberg, Vizekönig von Italien, ließ 1810 zum Schutz vor der Royal Navy ein Fort errichten.
Am Strand steht eine kleine romanische Kirche, Santa Maria di Portonovo; im 21. Canto erwähnt Dante „Nostra Donna in sul lito adriano“.

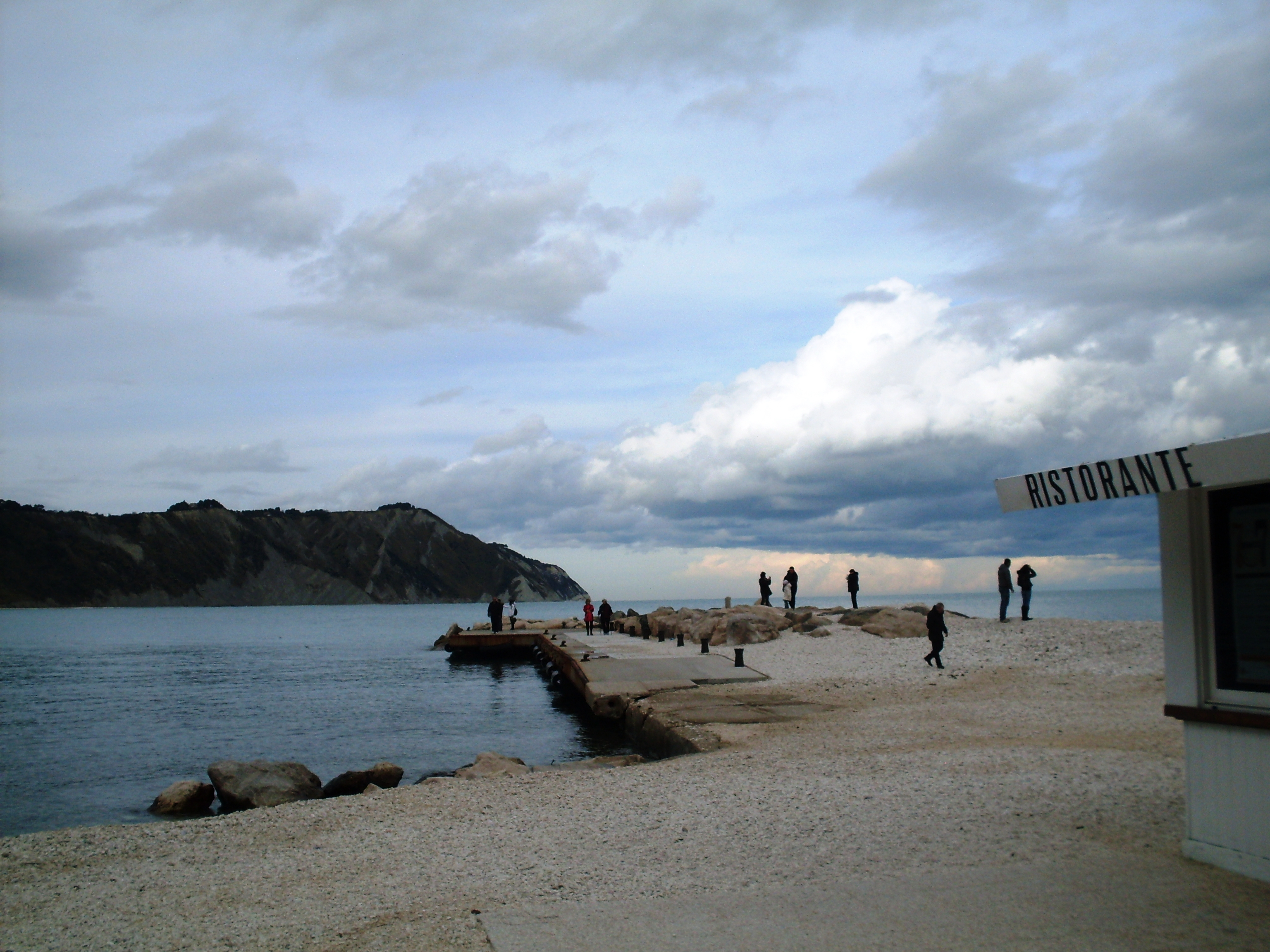
Bucht von Portonovo
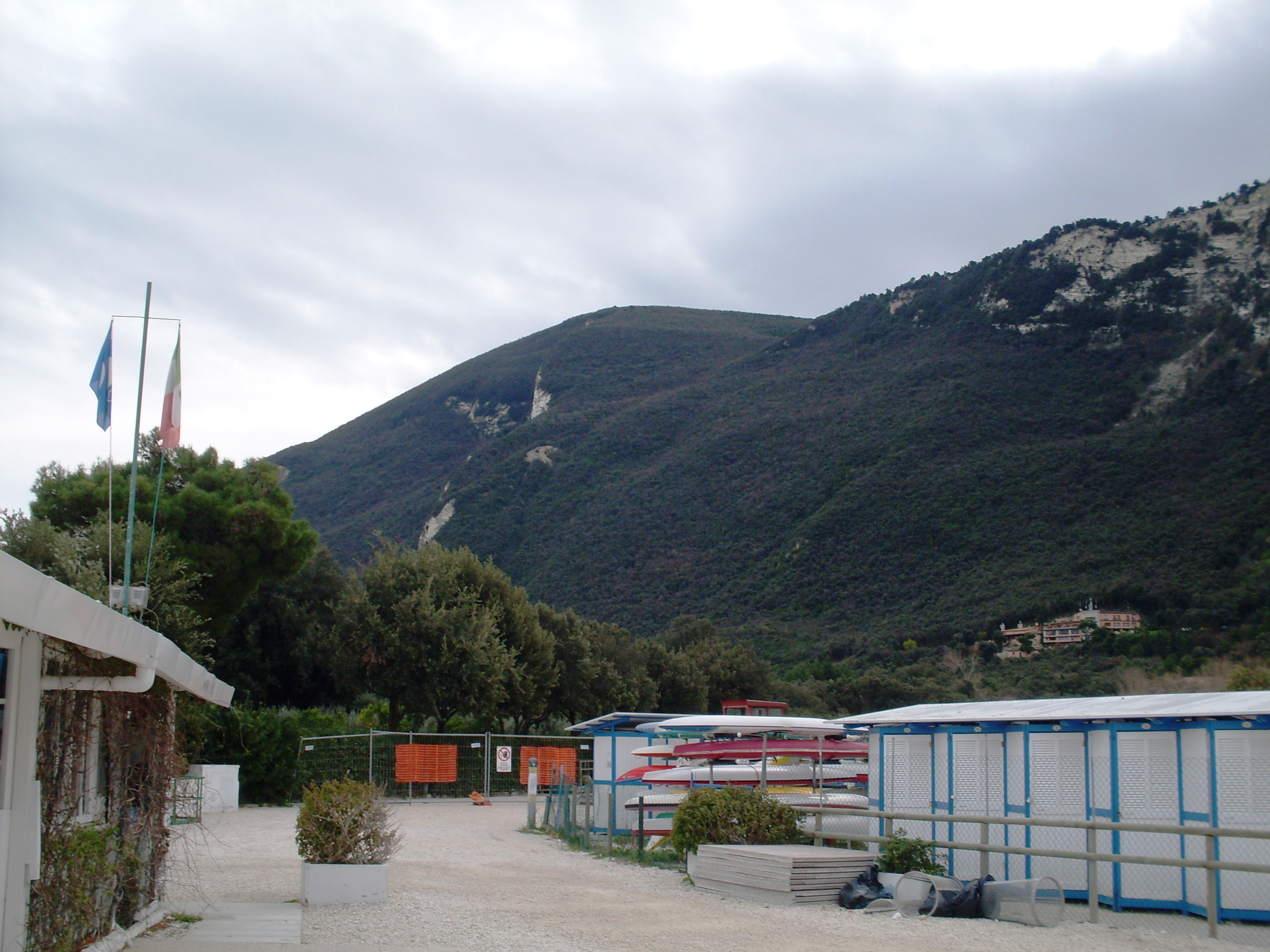
Portonovo – Monte Conero
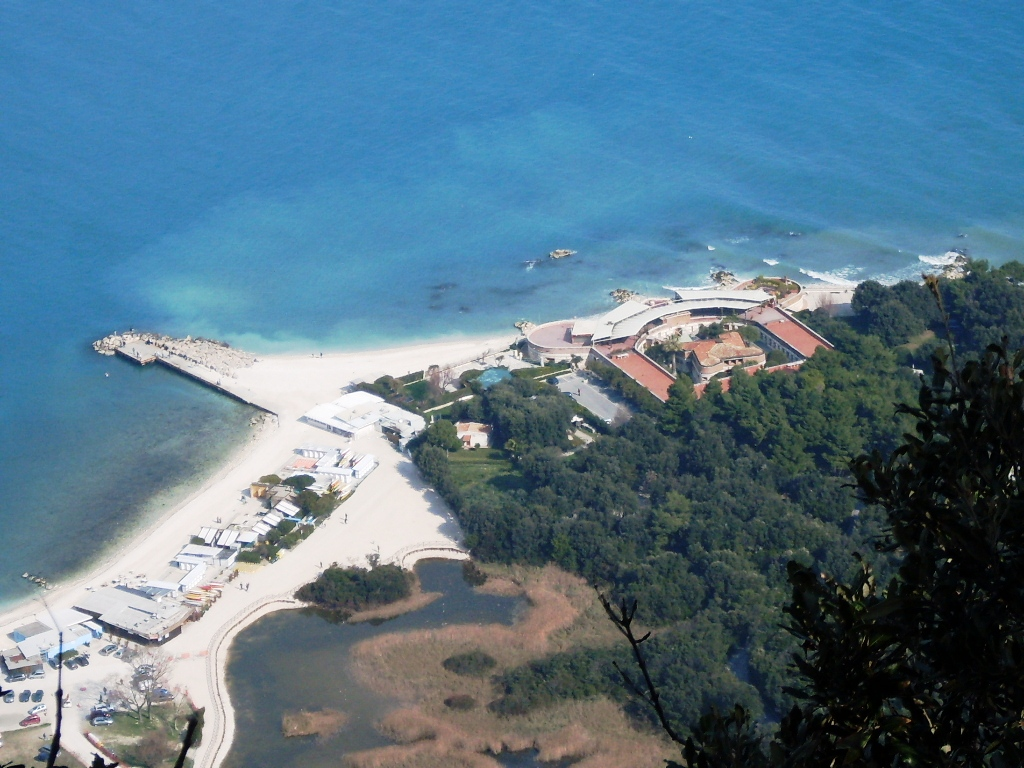
Kleiner See und napoleonisches Fort
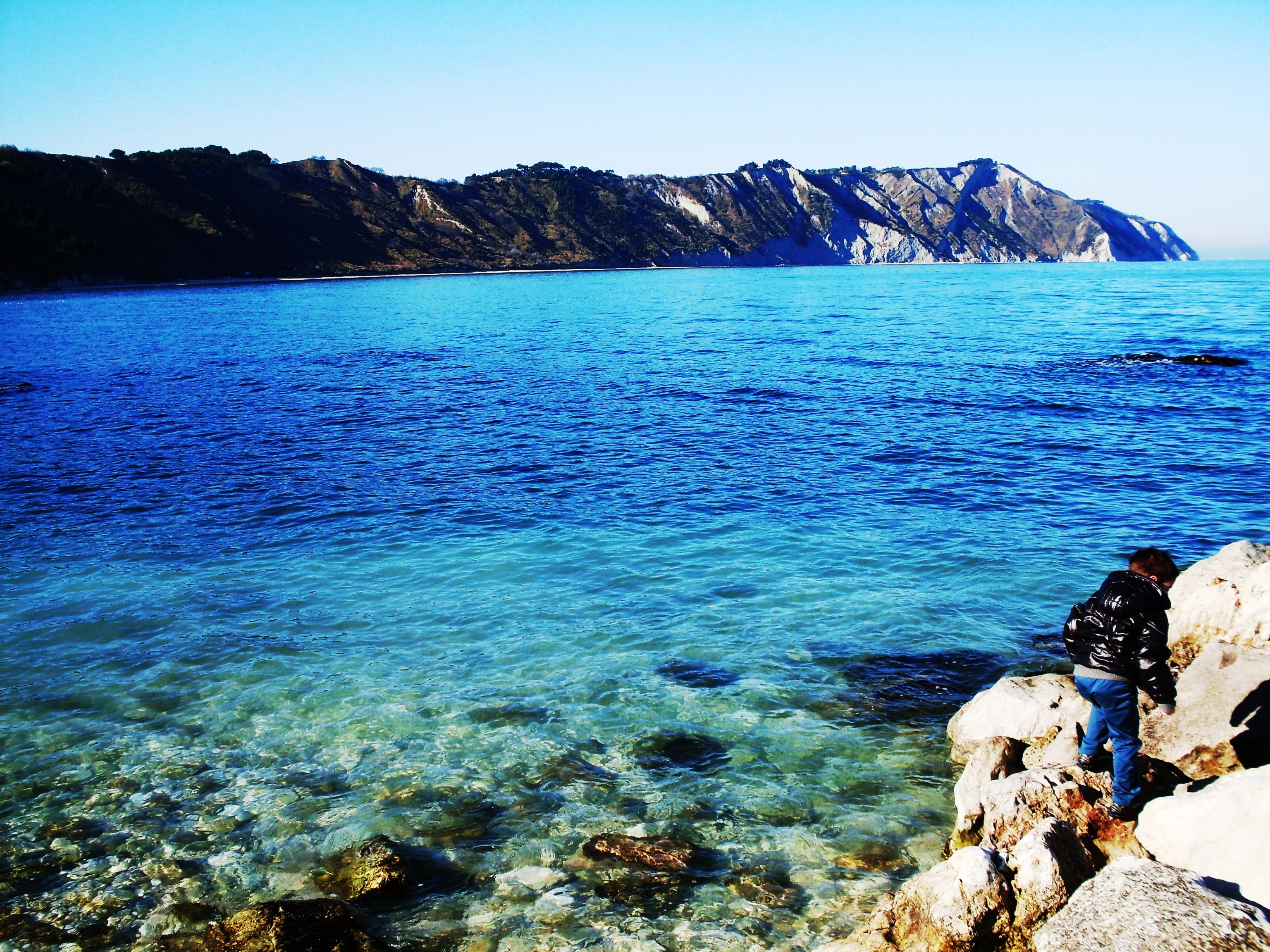
Meer bei Portonovo
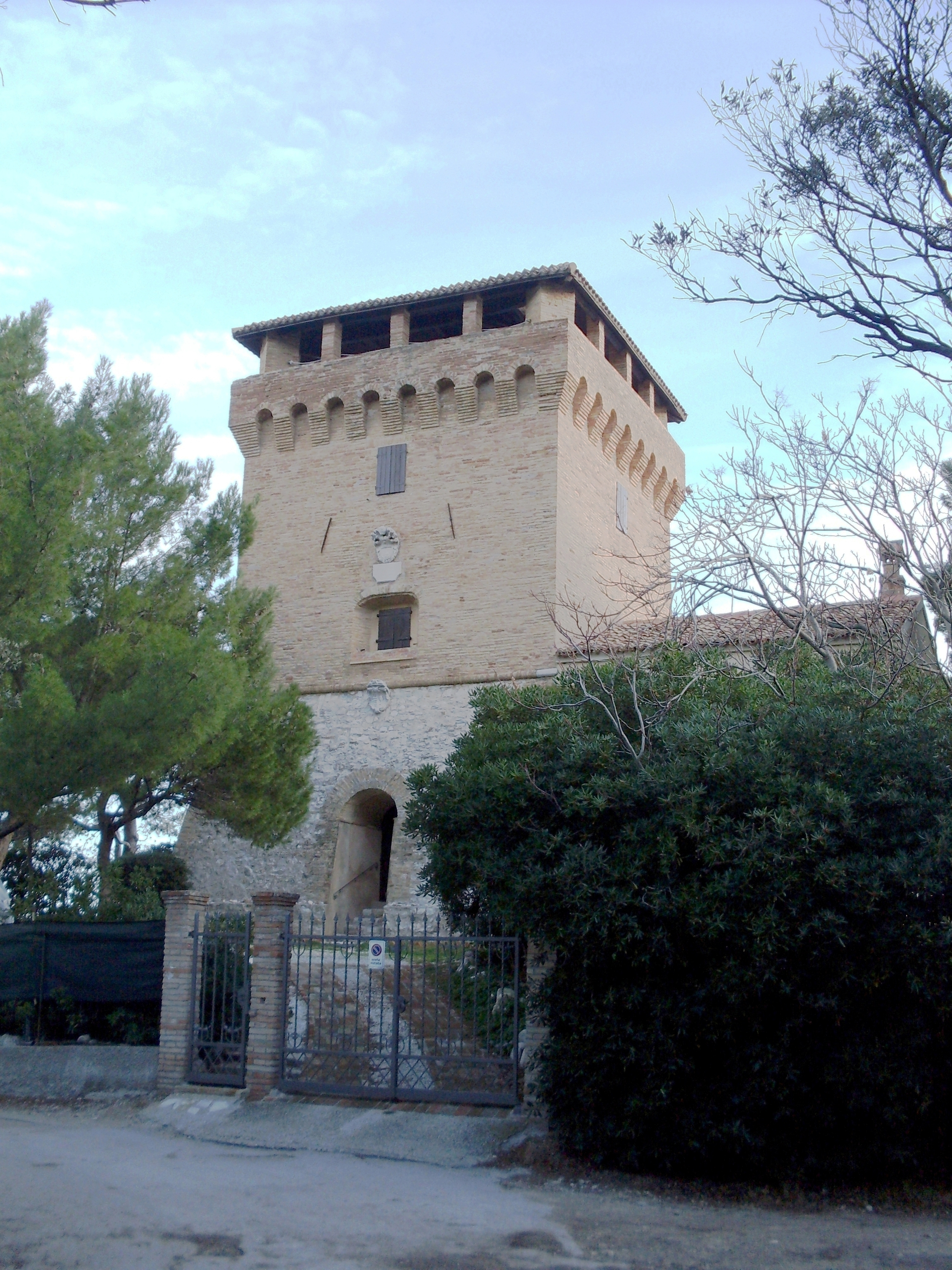
Papst Clemens ließ 1716 den Wachturm bauen, daher: Torre clementina
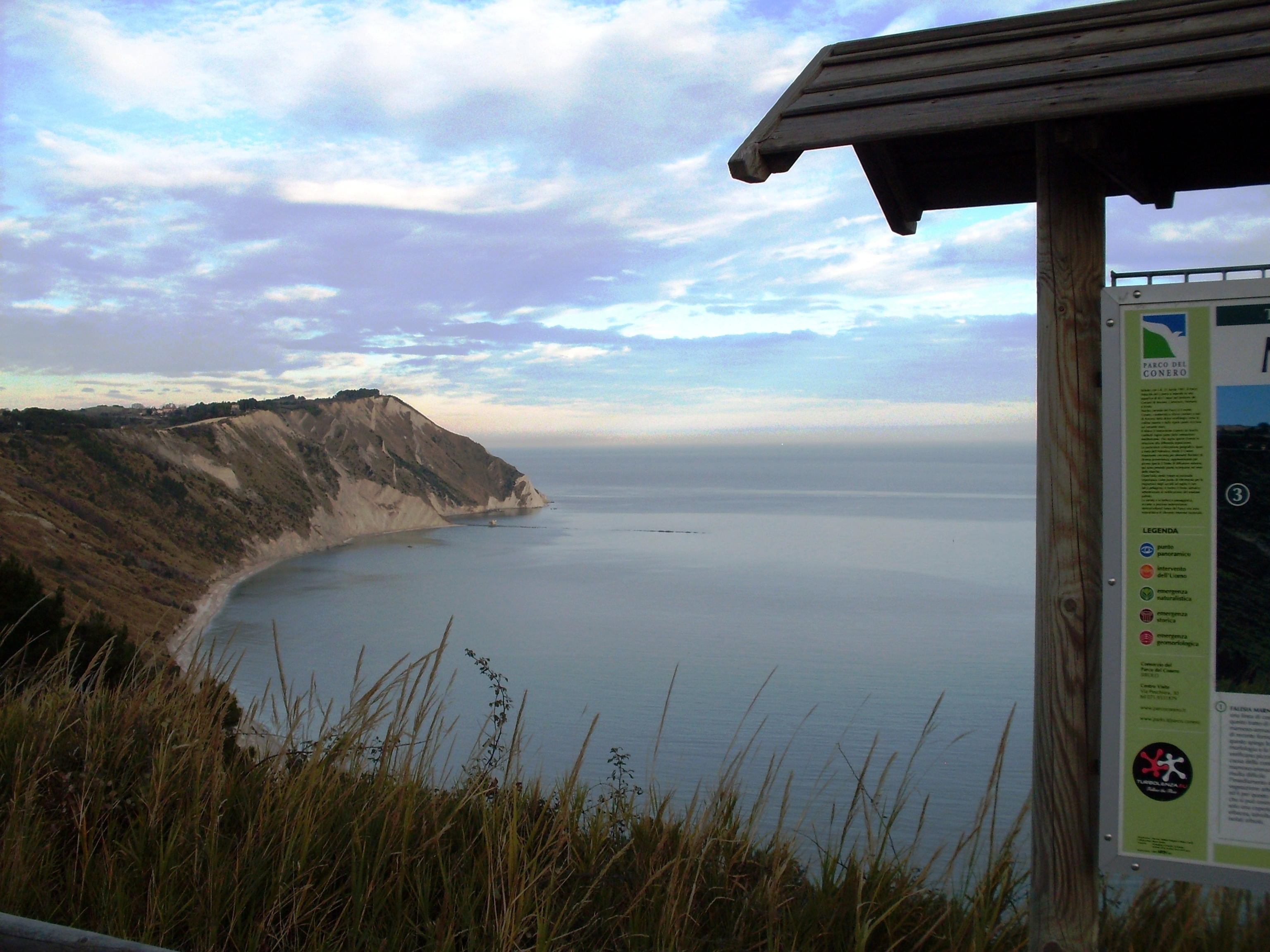
Portonovo – der Strand Mezzavalle
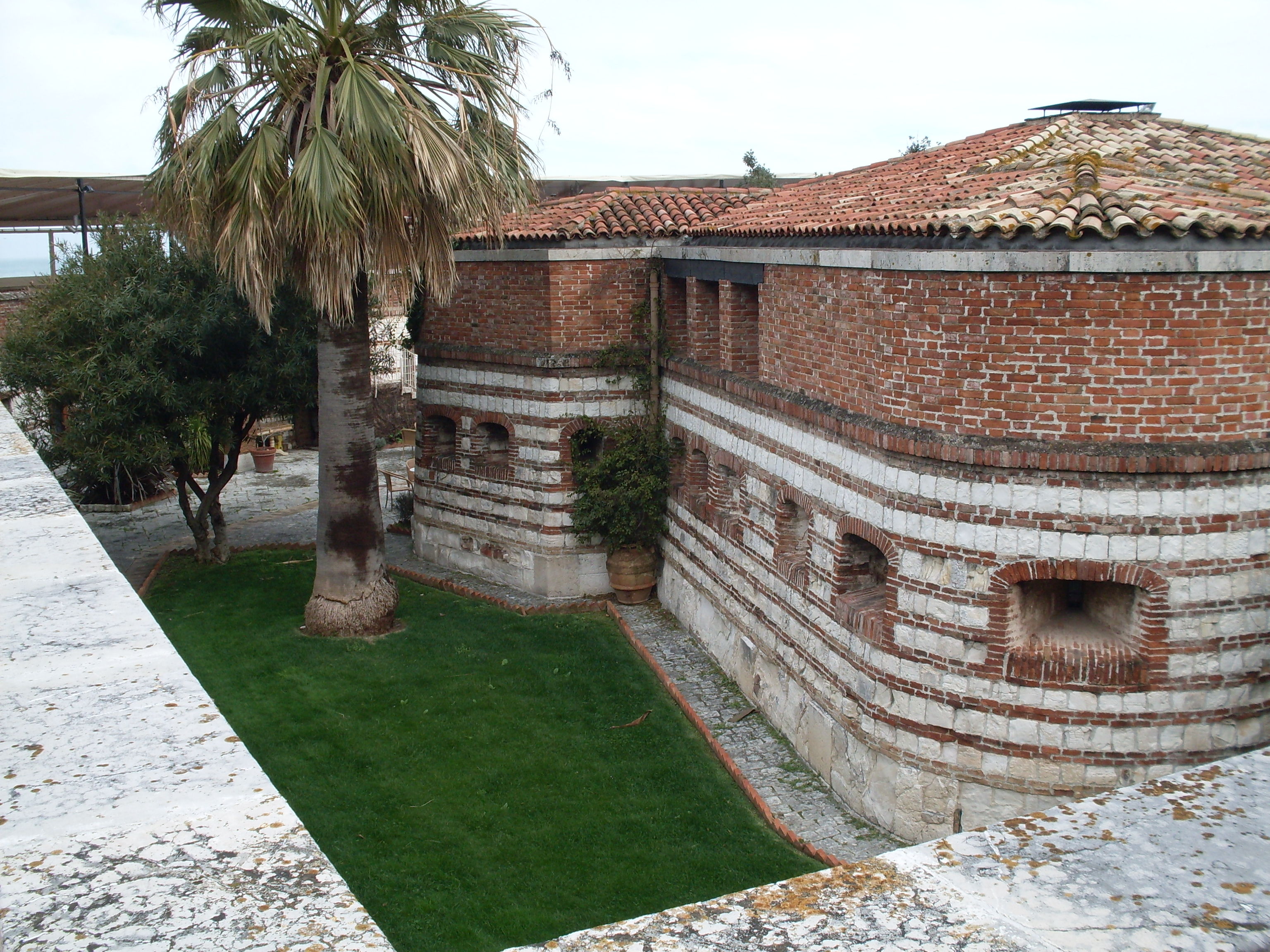
Napoleonisches Fort
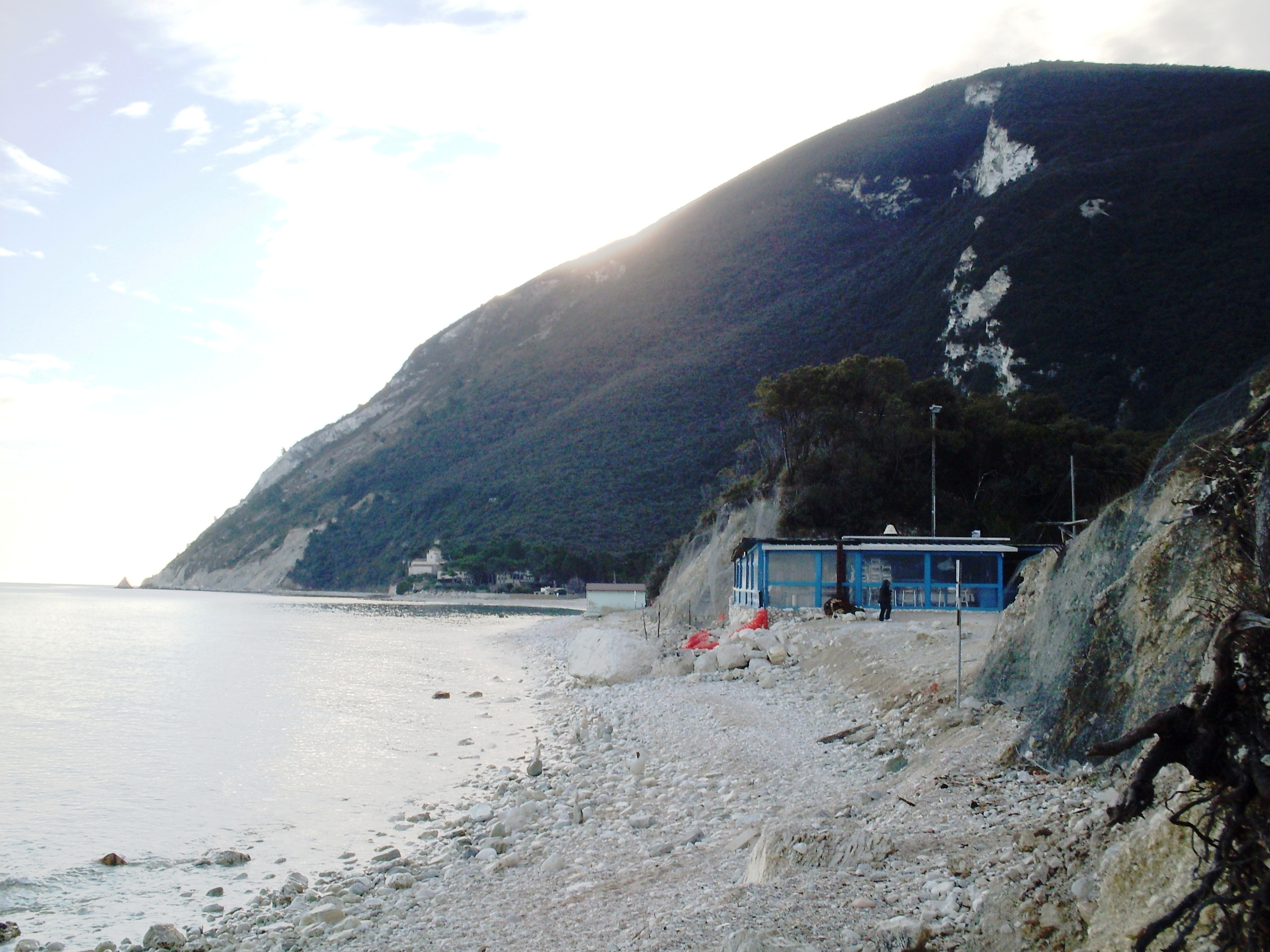
Strand südlich des Wachturms
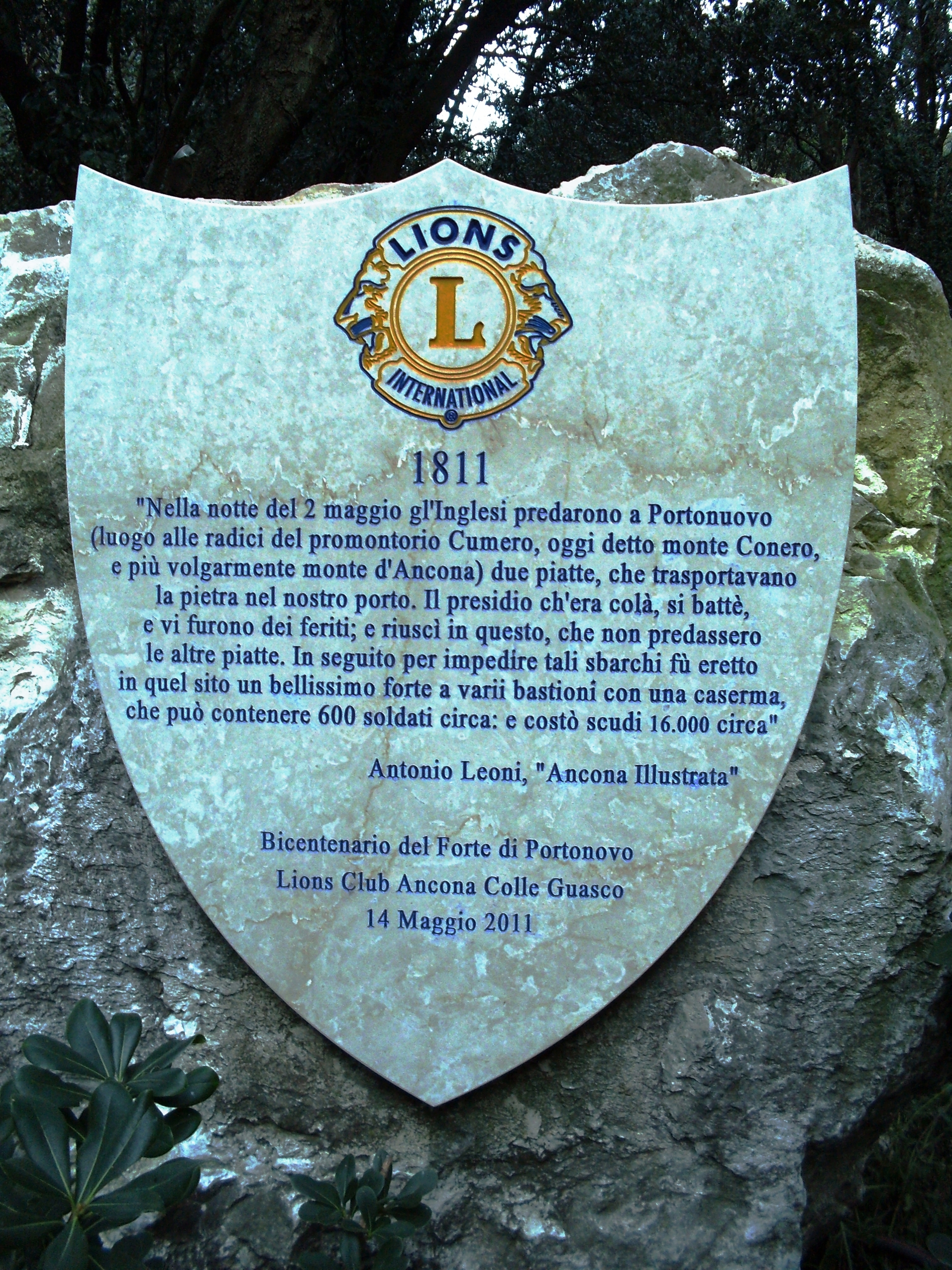
Erinnerungstafel
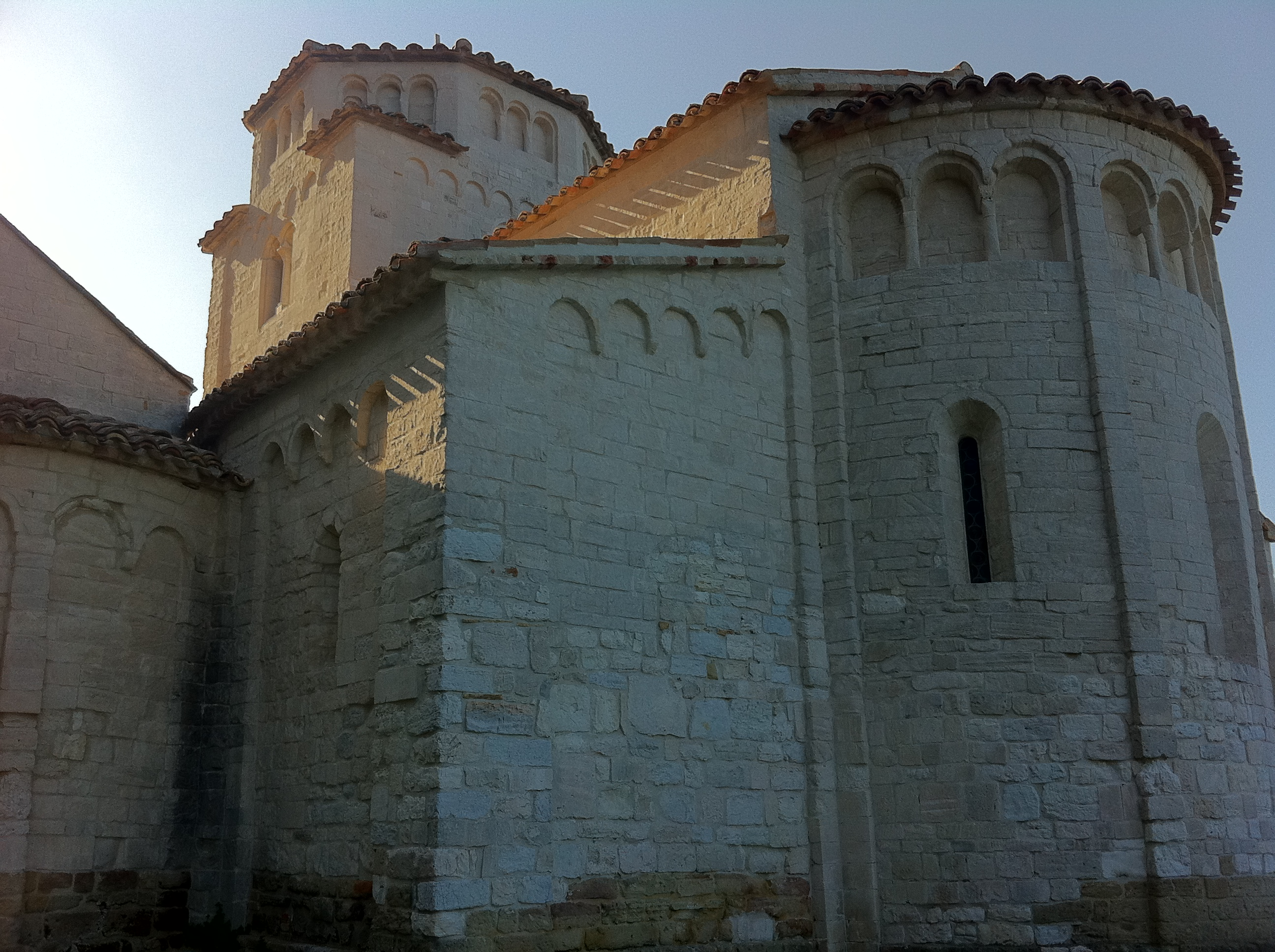
Die Kirche Santa Maria di Portonovo stammt aus dem 11. Jh.
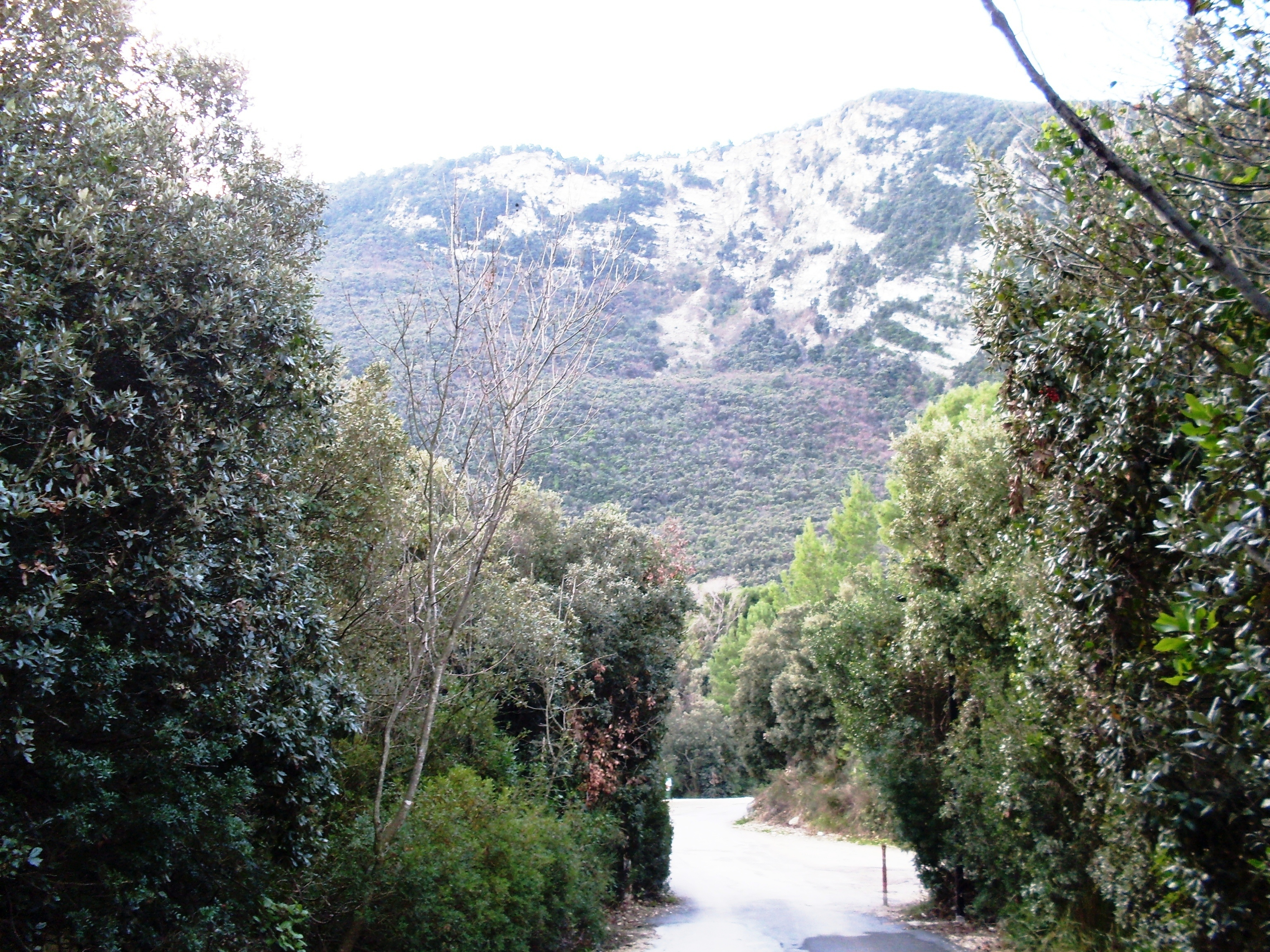
Die grüne Seite von Portonovo